# سونو
سونو (به ایتالیایی: Suno) یک کومونه در ایتالیا است که در استان نووارا واقع شده‌است.

## خصوصیات
سونو ۲۱٫۳ کیلومترمربع مساحت و ۲٬۸۰۲ نفر جمعیت دارد و ۲۵۰ متر بالاتر از سطح دریا واقع شده‌است.